# Miguel Kohan
Miguel Kohan ( Argentina, 29 de diciembre de 1957 ), cuyo nombre completo es Miguel Luis Kohan, es un director de cine, médico psicoanalista, psicólogo social y fotógrafo.

## Estudios y labor docente
Estudió en la Universidad de California en Los Ángeles un Master de cine  y televisión  y en  1999 fundó su productora K Films Producciones. Dedicado al cine documental, hizo películas de ese género para cadenas internacionales como BBC, People & Arts, Sundance Channel y TBS de los Estados Unidos, y musicales para MTV, Universal Music, BMG  y Deutsche Grammophon. Es docente en el Centro de Investigaciones Cinematográficas de la Universidad Nacional de  General San Martín y dictó el seminario de capacitación audiovisual "Un cine sin nombre" auspiciado por la ENERC, la Secretaría de Cultura y la Universidad de Catamarca, y ARIC (Asociación de Realizadores Independientes de Catamarca) en 2016.

## Filmografía
Participó en los siguientes filmes:
Director
- El despenador	(2021)
- Rivera 2100, entre el ser & la nada	(2020)
- La experiencia judía, de Basavilbaso a Nueva Ámsterdam (2019)
- El francesito	(2016)
- Café de los maestros	(2008)

Guionista
- El despenador	(2021)
- Rivera 2100, entre el ser & la nada	(2020)
- La experiencia judía, de Basavilbaso a Nueva Ámsterdam (2019)
- El francesito	(2016)

Producción
- El despenador	(2021)
- El francesito	(2016)

Producción ejecutiva
- El despenador	(2021)
- La fábrica (cortometraje, 2019)

Fotografía
- El francesito	(2016)

Cámara
- El francesito	(2016)

## Televisión
Director
- Salinas grandes	(2004)

Guionista
- Salinas grandes	(2004)

Producción
- Salinas grandes	(2004)

Fotografía
- Salinas grandes	(2004)

## Premios y nominaciones
16° Festival internacional de cine judío de Punta del Este, 2019
- La experiencia judía, de Basavilbaso a Nueva Ámsterdam ganadora del  Premio del público al mejor documental

Festival Internacional de Cine Latino de Trieste, 2019
- La experiencia judía, de Basavilbaso a Nueva Ámsterdam ganadora de una Mención honorífica

Academia de las Artes y Ciencias Cinematográficas de la Argentina Premios de 2008.
- Café de los Maestros nominada al  Premio Sur al Mejor Documental .

 Asociación de Cronistas Cinematográficos de la Argentina Premios 2008
- Café de los Maestros, nominada al Premio Cóndor de Plata a la mejor película documental.[9]
- Café de los Maestros, ganadora del Premio Cóndor de Plata al Mejor Guion Largometraje Documental[9]

Festival de Cine de Bogotá
- Salinas grandes, ganadora de una mención de honor al mejor documental.

Premios Clarín 2008
- Café de los Maestros, ganador del Premio al Mejor Documental.